# Tassajara
Tassajara (appelée Tassajaro jusqu'en 1959 ; autrefois dénommée Tasajero et Tassareja) est une communauté non incorporée située dans le comté de Contra Costa, en Californie aux États-Unis.

## Géographie
La communauté se trouve sur la rive est de Tassaraja Creek, à 6,5 milles (10 km) au sud-sud-est du mont Diablo. Par le passé, elle formait la census-designated place (CDP) de Blackhawk-Camino Tassajara (en) avec la communauté de Blackhawk.

## Histoire
Un bureau de poste est ouvert à Tassaraja de 1892 à 1922.